# Live Apocalypse
Live Apocalypse — первый концертный DVD шведской рок-группы Arch Enemy, выпущенный в 2006 году.

## Об альбоме
В комплект входит два диска, на первом представлены записи концертов в Лондоне и Манчестере, второй диск содержит дополнительные материалы. Оформление DVD-бокса ограничивается обложкой, буклет отсутствует. Список концертных композиций составлен в основном из альбомов Wages of Sin и Anthems of Rebellion.

## Список композиций

### Диск 1
Концерт в London Forum (17 декабря 2004)
1. «Tear Down the Walls / Intro» — 1:00
2. «Enemy Within» — 4:17
3. «Silent Wars» — 4:43
4. «Burning Angel» — 4:43
5. «Dead Eyes See No Future» — 4:36
6. «Dead Bury Their Dead» — 4:58
7. «Bury Me an Angel» — 4:13
8. «Drum Solo» — 3:29
9. «Instinct» — 3:47
10. «Savage Messiah» — 5:26
11. «The First Deadly Sin» — 4:35
12. «The Immortal» — 3:52
13. «Bridge of Destiny» — 8:14
14. «We Will Rise» — 5:25
15. «Heart of Darkness» — 5:02
16. «Snow Bound» — 1:46
17. «Ravenous» — 4:19
18. «Fields of Desolation / Outro» — 2:44

Концерт в Manchester Academy 2 (13 декабря 2005)
1. «Intro» — 0:37
2. «Nemesis» — 4:05
3. «My Apocalypse» — 5:28
4. «Skeleton Dance» — 4:30

### Диск 2
Special Features / Extras
1. UK tour 2005 mini-movie — 6:15
2. «TOUR! TOUR! TOUR!» (on the road movie) — 19:05
3. Interviews & behind the scenes at «My Apocalypse» video shoot — 27:52
4. Gear talk (equipment special) — 15:25
5. Slideshow — 7:25

Full Promo Videos
1. «Ravenous» — 4:04
2. «We Will Rise» — 4:32
3. «Nemesis» — 4:32
4. «My Apocalypse» — 4:16

Multi-angle Songs
1. «Dead Eyes See No Future» — 4:42
2. «Bury Me an Angel» — 4:17
3. «Heart of Darkness» — 5:11

## Участники записи

### Музыканты
- Ангела Госсов — вокал
- Майкл Эмотт — гитара, бэк-вокал
- Кристофер Эмотт — гитара на концерте в London Forum
- Фредрик Окессон — гитара на концерте в Macnhester Academy 2
- Шарли Д'Анжело — бас-гитара
- Дэниэл Эрландссон — ударные

### Остальные
- Мартин Р. Смит — режиссёр
- Пол Смит — продюсер
- Andy Sneap — сведение (концерт в Лондоне)[3]
- Rickard Bengtsson — сведение (концерт в Манчестере)
- Niklas Sundin — оформление обложки